# Grünes Licht
Grünes Licht ist ein Lied der deutsch-griechischen Sängerin Vicky Leandros aus dem Jahr 1967, dass sie als „Vicky“ veröffentlichte.

## Entstehung und Veröffentlichung
Das Lied wurde gemeinsam von Ralf Arnie und Leo Leandros (als Mario Panas) geschrieben beziehungsweise komponiert.
Die Erstveröffentlichung von Grünes Licht erfolgte als Single im Juli 1967 bei Philips. Diese erschien als 7″-Single mit der B-Seite Sagt mir, wo ist mein Boy? (Katalognummer: 346 067). Im gleichen Jahr erschien das Lied als Teil von Vickys zweitem Studioalbum A Taste of … Vicky (Katalognummer: 843 985).

## Charts und Chartplatzierungen
| ChartsChartplatzierungen | Höchstplatzierung | Monate |
| ------------------------ | ----------------- | ------ |
| Deutschland (GfK)        | 36 (1 Mt.)        | 1      |